# Kinga Szemik
Kinga Szemik, född den 25 juni 1997, är en polsk fotbollsspelare.
Kinga Szemik inledde sin seniorkarriär med spel i TS Mitech Żywiec år 2014. Hon har även spelat för FC Nantes och Stade de Reims Féminines innan hon 2024 kontrakterades av West Ham. Hon har även representerat det polska damlandslaget där hon debuterade år 2018.